# Bistum Luziânia
Das Bistum Luziânia (lat.: Dioecesis Lucianiensis) ist eine in Brasilien gelegene römisch-katholische Diözese mit Sitz in Luziânia im Bundesstaat Goiás.

## Geschichte
Das Bistum Luziânia wurde am 29. März 1989 durch Papst Johannes Paul II. mit der Apostolischen Konstitution Pastoralis prudentia aus Gebietsabtretungen der Bistümer Anápolis, Ipameri und Uruaçu errichtet. Es wurde dem Erzbistum Brasília als Suffraganbistum unterstellt.

## Bischöfe von Luziânia
- Augustyn Januszewicz OFMConv, 1989–2004
- Afonso Fioreze CP, 2004–2017
- Waldemar Passini Dalbello, 2017–2025, dann Koadjutorbischof von Anápolis
- Francisco Agamenilton Damascena, seit 2025